# Viola cochranei
Viola cochranei H.E.Ballard – gatunek roślin z rodziny fiołkowatych (Violaceae). Występuje endemicznie w Meksyku – na obszarze od San Luis Potosí po Guanajuato i San Luis Potosí. 

## Morfologia
PokrójBylina tworząca kłącza.
LiścieBlaszka liściowa ma kształt od owalnego do romboidalnego. Mierzy 5–10 mm długości oraz 3–6 mm szerokości, jest karbowana na brzegu, ma klinową nasadę i ostry wierzchołek. Ogonek liściowy jest nagi i ma 5–20 mm długości. Przylistki są strzępiaste.
KwiatyPojedyncze, wyrastające z kątów pędów. Mają działki kielicha o owalnym kształcie. Płatki są odwrotnie jajowate i mają białą barwę, dolny płatek z purpurowymi żyłkami, posiada obłą ostrogę.

## Biologia i ekologia
Rośnie w zaroślach, na łąkach i skarpach. Występuje na wysokości około 2000–2200 m n.p.m.